# Inmigración asiática en el Perú
Los inmigrantes asiáticos en el Perú, principalmente chinos y japoneses, constituyen el 0,2% de la población total censada de 12 y más años de edad según autopercepción étnica del 2017 (23 000 000 de 30 000 000), y entre 9% a 10% de la población peruana según estimaciones de investigadores y por las embajadas de China y Japón en Perú, esto convierte a Perú en el segundo país americano en tener la comunidad asiática más grande en proporción a sus habitantes solo por detrás de Canadá, y es la comunidad asiática más grande en Sudamérica.
A pesar de la disminuida presencia de peruanos de ascendencia japonesa en el país (menos del 1% según la Asociación Peruano Japonesa, el consulado peruano de Japón y la embajada de Japón en Perú), desde la década de 1990 han hecho varios avances significativos en el ámbito de negocios y político; entre ellos el expresidente Alberto Fujimori y su hija, Keiko Fujimori, quien también postuló en las elecciones del 2011, 2016 y 2021 sin éxito; junto con varios miembros del gabinete anterior, y un miembro del Congreso.

## Asiáticos de Extremo Oriente
Los esclavos asiáticos, llegaron desde las Filipinas Españolas hacia Acapulco (véase Galeón de Manila), fueron referido como "Chinos" que significa ojos rasgados. En realidad eran de diversos orígenes, incluyendo japoneses, malayos, filipinos, javaneses, timorenses, y la gente de hoy en día Bangladés, India, Ceilán, Macasar, Tidore, Terenate y China. Los filipinos componen la mayor parte de su población. La gente de esta comunidad diversa de asiáticos en México eran llamados "los indios chinos" por los españoles. La mayoría de estos esclavos eran hombres y fueron obtuvieron de los comerciantes portugueses de esclavos que obtuvieron a partir de las posesiones coloniales portuguesas y puestos de avanzada de la India portuguesa, que incluía partes de la India, Bengala, Malaca, Nagasaki en Japón, y Macao. España recibió algunos de estos esclavos chinos desde México, donde la posesión de un chino era una señal de alto estatus. Los registros del siglo XVI de tres esclavos japoneses, Gaspar Fernández, Miguel y Ventura, que terminaron en México mostraron que fueron comprados por los comerciantes portugueses de esclavos en Japón y transportados a Manila fueron enviados a México por su propietario Pérez. Algunos de estos esclavos asiáticos también fueron llevados a Lima, donde se registró que en 1613 hubo una pequeña comunidad de asiáticos formada por chinos, japoneses, filipinos, malayos, camboyanos y otros.

### Filipinos
Los filipinos forman la etnia asiática antigua del Perú y el resto de América Latina. La mayor parte de los filipinos sirvieron como marineros en el comercio transpacífico Galeón de Manila, que tuvo Lima, Perú como un puerto secundario hacia Acapulco, México. Su número total es desconocido debido a los altos niveles de asimilación. Tanto los filipinos y peruanos "nativos" ejercen el Catolicismo y tienen una cultura y nombres españoles. Estos factores facilitan la asimilación.

### Chinos
Las comunidades históricas habitadas por personas de ascendencia china se encuentran en todo lo más alto del Amazonas peruano, incluyendo ciudades como Yurimaguas, Nauta, Iquitos y la costa central del norte (Lambayeque y Trujillo). En contraste con la comunidad japonesa en el Perú, los chinos parecen haberse casado mucho más desde que vinieron a trabajar en los campos de arroz durante el Virreinato y a reemplazar a los esclavos africanos, durante la abolición de la esclavitud misma.

### Japoneses
Los inmigrantes japoneses llegaron desde Okinawa, pero también desde las prefecturas de Gifu, Hiroshima, Kanagawa y Osaka. Muchos llegaron como agricultores o para trabajar en los campos, pero después se completaron sus respectivos contratos, se establecieron en las ciudades. En el periodo anterior a la Segunda Guerra Mundial, la comunidad japonesa en el Perú en gran parte fue dirigida por los issei inmigrantes nacidos en Japón. "Los de la segunda generación" (los nisei) "fueron excluidos casi inevitablemente de toma de decisiones comunitarias".

### Coreanos
Los coreanos en el Perú forman la séptima comunidad más grande de la diáspora coreana de Latinoamérica a partir del 2005, de acuerdo con el Ministerio de Relaciones Exteriores de Corea del Sur. Relativamente son pequeños en número en comparación con las comunidades chinas y japonesas en el Perú.

## Otros grupos

### Asia del Sur
Los indios en el Perú forman una pequeña minoría en el país. Los primeros inmigrantes de la India que habían llegado al Perú eran hombres de negocios que habían ido allí a principios de 1960. Más tarde, la comunidad creció marginalmente en número hasta principios de 1980, después de lo cual muchos de sus miembros abandonaron debido a las graves crisis económicas locales y el conflicto armado interno.[cita requerida]

### Asia Occidental
Se estima que sólo 10 000 palestinos viven en el Perú, muchas de estas familias que llegaron después de las primeras guerras de Israel desde 1948 a 1949 se habían restablecido y superado a sí mismos en el Perú en cuanto se trata de la situación socioeconómica.[cita requerida]